# ألكسندر أندرييفتش بارانوف
ألكسندر أندرييفتش بارانوف (بالروسية: Алекса́ндр Андре́евич Бара́нов)‏، تاجر ومستشار جامعي روسي وأول حاكم على أمريكا الروسية، ومستكشف أمريكا الشمالية، ولد في كارغوبول، في محافظة سان بطرسبورج من الإمبراطورية الروسية.

## حاكم ألاسكا
كان ألكسندر بارانوف الحاكم الرئيس للمستوطنات الروسية في أمريكا. وقد كان الرجل تاجراً موهوباً قام ببناء المدارس والمصانع وعلَّم المواطنين الأصليين زراعة اللفت والبطاطا. وشيّد القلاع وأحواض بناء السفن وطوّر الحِرَف المرتبطة بحيوان القضاعة البحرية.
كان ألكسندر بارانوف يسمي نفسه «بيسارو الروسي» تيمناً بالفاتح الإسباني فرانسيسكو بيسارو. وكان شديد التعلق بألاسكا ليس طمعاً بالمال وحسب، بل ومن أعماق قلبه الذي وقع في حب ابنة أحد زعماء سكان جزر ألوتيان الأصليين وأصبحت زوجة له. عرفت الشركة الروسية-الأمريكية عهداً ذهبياً على زمن بارانوف، فقد بلغت نسبة أرباحها أكثر من 1000%! وظل على رأس الشركة حتى مرحلة متقدمة جداً من عمره. ليحل مكانه الملازم گاگيرمييستير الذي جلب معه موظفين وحملة أسهم جدد من الأوساط العسكرية. وتم تعديل النظام الداخلي للشركة بحيث أصبحت المناصب القيادية حكراً لضباط البحرية. وسرعان ما وضع العسكر أيديهم على الشركة المدرة للأرباح. ولكن تصرفاتهم هي التي أدت لاحقاً إلى انهيار الشركة.
عين المُلَّاك الجدد لأنفسهم رواتب فلكية تعادل 1500 روبل سنوياً للضباط العاديين (ما يوازي راتب وزير أو عضو في مجلس الشيوخ آنذاك) و 150,000 روبل لرئيس الشركة. ولكنهم في المقابل قاموا بخفض أسعار شراء الفراء من السكان المحليين بمرتين. وكنتيجة لذلك، قام السكان الأصليون (الإسكيمو والأليوت) على مدى السنوات العشرين اللاحقة، بالقضاء الكامل تقريباً على حيوان القضاعة البحرية. وحُرمت ألاسكا من أكثر مصادر الدخل ربحاً. فعانى السكان الأصليون من وطأة الفقر مما دفعهم للقيام بانتفاضات أخمدها الروس عبر قصف القرى الشاطئية من السفن الحربية.
حاول الضباط إيجاد مصادر أخرى للدخل. وهنا بدأت تجارة الجليد والشاي التي لم يحسن رجال الأعمال المتعثرون تنظيمها كما ينبغي. ولكنهم امتنعوا حتى عن مجرد التفكير بخفض رواتبهم. في المحصلة اضطرت الشركة لطلب الدعم الحكومي بمقدار 200 ألف روبل سنوياً. ولكن حتى هذا الإجراء لم يستطع إنقاذ الشركة.
وفوق ذلك كله بدأت آنذاك حرب القرم. وتعرضت روسيا لهجوم مشترك من إنكلترا وفرنسا وتركيا. وأصبح من الواضح أن روسيا لن تستطيع تقديم الإمدادات أو الدفاع عن ألاسكا. لأن سفن الحلفاء كانت تسيطر على الطرق البحرية. وحتى آفاق التنقيب عن الذهب أصبح أمراً ضبابياً. وخشيت روسيا أن تقوم إنكلترا المعادية بحصار ألاسكا، وعندها لن تحصل روسيا على أي شيء من ألاسكا.
وبينما كان التوتر يتصاعد بين موسكو ولندن، شهدت العلاقات مع سلطات الولايات المتحدة الأمريكية دفئاً غير مسبوق. الطريف في الأمر، أن فكرة بيع ألاسكا ولدت في وقت واحد تقريباً لدى الجانبين. وهكذا وبناء على توجيهات من القيصر، بدأ المبعوث الروسي في واشنطن البارون إدوارد ستيكل مفاوضاته مع وزير خارجية الولايات المتحدة الأمريكية وليام سيوارد.